# Chamina Ben Mohamed
Chamina Ben Mohamed ou Chamina Ali Mohamed, née dans les années 1980, est une femme politique comorienne. Elle siège depuis 2020 à l'Assemblée de l'union des Comores.

## Carrière
Chamina Ben Mohamed est une enseignante en histoire-géographie formée à l'université de Toliara à Madagascar.
Chamina Ben Mohamed est nommée secrétaire d'État chargé du tourisme et de l’artisanat auprès du ministère de l’économie en juin 2019.
Membre de la Convention pour le renouveau des Comores, elle est élue dès le premier tour des élections législatives comoriennes de 2020 dans la circonscription de Dewa à Mohéli. Elle est la présidente du mouvement des jeunes et cadres mohéliens.